# Пиллаи, Раджеш
Раджеш Раман Пиллаи (англ. Rajesh Raman Pillai; 10 июля 1974 — 27 февраля 2016) — индийский кинорежиссёр

, работавший в кино на языке малаялам.
Наиболее известен благодаря триллеру 2011 года «Траффик», который был его второй режиссёрской работой. Траффик» объединяет элементы мексиканского фильма «Сука любовь» и реальный инцидент с трансплантацией сердца в Ченнаи в 2009 году. Фильм принёс режиссёру несколько кинопремий регионального уровня и был переснят в 2013 году на тамильском и в 2016 году самим Пиллаем на хинди. Однако по мнению критиков ремейк не смог воссоздать такое же чувство срочности, а герои вышли скучными и непривлекательными.
Другие работы режиссёра: драма Mili (2015) и триллер Vettah (2016) заработали положительные отзывы.
Скончался от цирроза печени 27 февраля 2016 года в госпитале города Коччи.